# 日本絞染

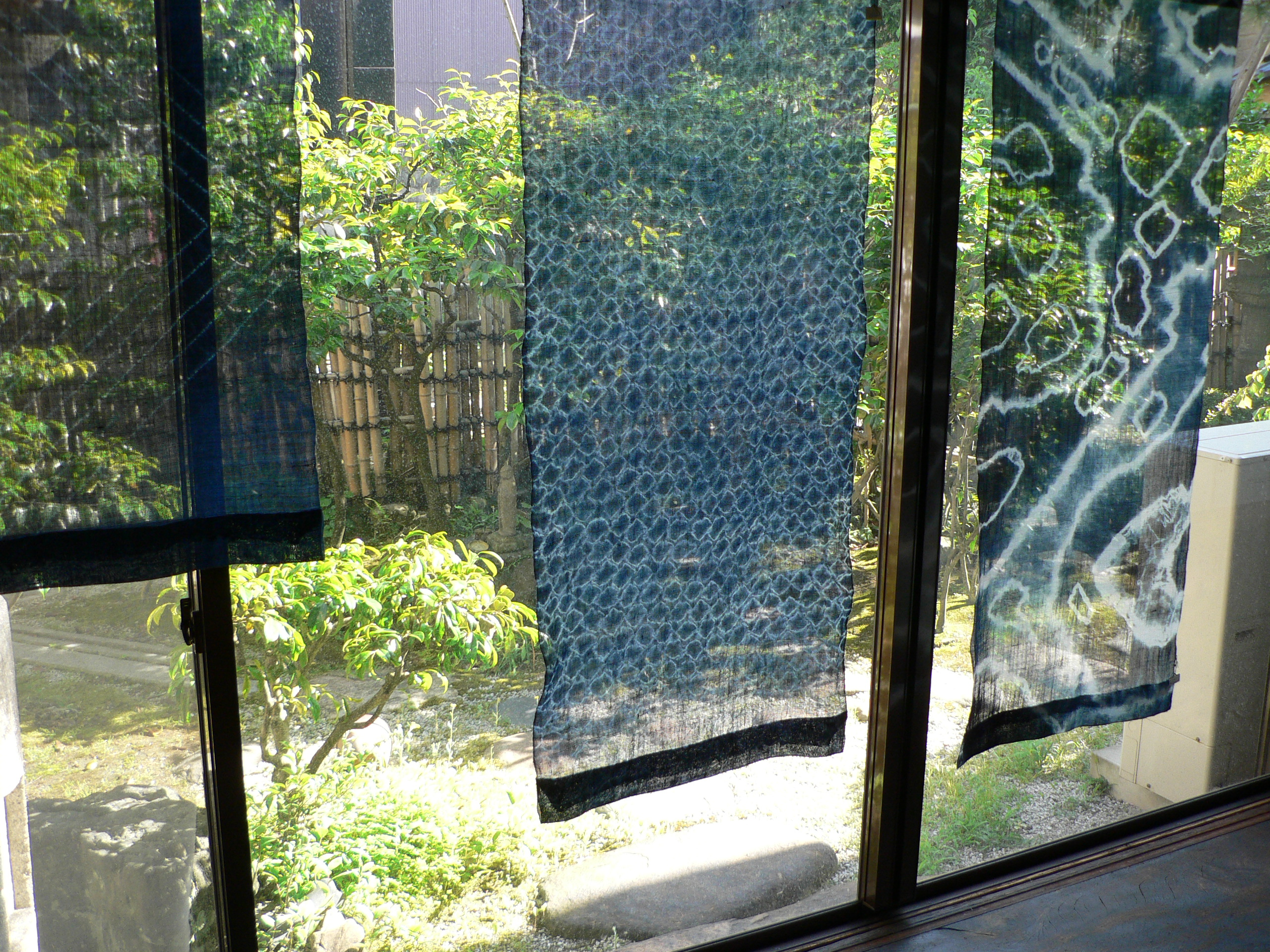
在日光下晾曬的絞染作品顯示出多種絞染的技巧。

日本絞染（日语：絞り染め）專指日式的紮染技術，是一種在染布時利用綁繩、壓力等各種方法，令布的一部分不會染色，從而產生一種獨特的花紋的染色技術。

## 歷史
絞染在日本的歷史，最早可以追遡至公元8世紀。不過直到20世紀之前，這種技術未有在日本廣泛流行。儘管在日本以外，不少地方都各自發展出類似的技術，舉例說：大约建于公元前2世纪阿育王时代至公元後7世纪期間建造，位于印度马哈拉施特拉邦北部文达雅山的悬崖上的阿旃陀石窟，的壁畫就有近似絞染的描繪；位於中亞阿斯塔那古墓群亦增出土過類似絞染的編織物，但用的是木棉製的布。
絞染所使用的布料有絲質、麻質及後期的棉質。染料主要是使用靛藍染料，但也有使用其他植物的。

## 技术

### 概述
绞染是一种染布工艺，在染色之前，人们会通过捆扎、缝合、折叠、编织、或者夹、压等方式处理织物，使其在染色时由于绑扎处染料无法渗入，从而形成各种不同的样式。虽然每一种处理方都能够在布的表面创造出漂亮而非凡的视觉设计，并产生一种近乎固定图样，但花式不同同样与织物的质地息息相关。
所以，绞染不仅仅是一种依赖于如何通过不同的手法设计图案的技艺，它同样与不同材质织物的面料特性有着密切的联系。而且，人们会在同一条织物上采用不同的绞染技术来获得更为繁杂精美的花式。

### 鹿子绞
鹿子绞（日语:鹿の子絞り（かのこしぼり）作为一种通过绳、索等将织物捆扎染色来设计达到不同花式的染色技术为。同时，它也是花式最为繁多复杂的染色方式。因其上一个个密集的圈状纹样像小鹿背上的花纹而得名。
传统的鹿子绞要求用各种丝状物来捆扎织物，所产生花式的不同不仅取决于捆扎的松紧程度，同样取决于所丝状物捆绑的位置。丝状物捆扎成的每一个独立的节都是由手艺人手工编扎而成，并在染色处理后，再由手艺人一个个解开。织物上未被捆扎的区域形成一个圆，那么染色展开后的花式将是一个空心圆。同样，如果织物在捆绑染色前先进行折叠，那么染色展开后的效果也会因为折叠方式的不同而产生变化。

### 三浦绞
三浦绞分为环状染色和捆绑染色。手艺人往往只通过挂钩或针将织物的某一部分缝合起来。并用麻绳等绳状物将缝合部分缠绕两次。缝纫用的线仅仅是为了拉住织物，在尾端并不打结。
由于通过这种方式产生的花纹有着水流纹路一般的美感，并且不要求手艺人将编扎用的绳索逐一打结，所以三浦染的处理方式更为轻松简单。因此，三浦染被更为广泛的运用开来。

### 蜘蛛绞
蜘蛛绞是一种通过将织物均分折叠再进行捆扎的绞染技术，因为能产生类似蛛网样式的花纹而得名。蜘蛛绞要求手艺人先将布料均分折叠，并将折叠中心扭成点状并打结。之后再重复进行相同的处理，直至处理到布料中心，最后将所有的节点用橡皮筋或绳索链接。
由于蜘蛛绞没有固定的编织手法，花式的不同便取决于手艺人的心意与手感，并没有高下好坏之分。

### 摺染
摺染是一种可以保持形状的染色方式。通常，手艺人把织物用两块木板折叠起来，并在外部用有弹性的绳子结扎固定。

## 参看
- 夹缬
- 蜡染